# 모리야역
모리야역(일본어: 守谷駅, もりやえき)은 일본 이바라키현 모리야시에 있는 철도역이다.

## 타는 곳

### 간토 철도
| 1 | ■ 조소 선 | 도리데 방면(시발 열차 및 대피선)                       |
| 2 | ■ 조소 선 | 도리데 방면                                            |
| 3 | ■ 조소 선 | 미쓰카이도·시모쓰마·시모다테 방면                      |
| 4 | ■ 조소 선 | 미쓰카이도·시모쓰마·시모다테 방면(시발 열차 및 대피선) |

### 수도권 신도시 철도
- 스크린도어: 있음(반밀폐식)

| 1 | TX 쓰쿠바 익스프레스 | 쓰쿠바 방면                                                |
| 2 | TX 쓰쿠바 익스프레스 | (하차 전용 승강장)                                         |
| 3 | TX 쓰쿠바 익스프레스 | 나가레야마오타카노모리·기타센주·아키하바라 방면(시발 열차) |
| 4 | TX 쓰쿠바 익스프레스 | 나가레야마오타카노모리·기타센주·아키하바라 방면            |

## 역사
- 1913년 11월 1일: 영업 개시.
- 2005년 8월 24일: 수도권 신도시 철도의 철도역이 영업을 개시.

## 인접역
| 간토 철도 ■ 조소 선                       | 간토 철도 ■ 조소 선 | 간토 철도 ■ 조소 선         |
| ----------------------------------------- | ------------------- | --------------------------- |
| 미나미모리야 도리데 방면                  | 쾌속                | 미쓰카이도 시모다테 방면    |
| 미나미모리야 도리데 방면                  | 보통                | 신모리야 시모다테 방면      |
| 수도권 신도시 철도 ■ 쓰쿠바 익스프레스    |                     |                             |
| 12 나가레야마오타카노모리 아키하바라 방면 | ■ 쾌속              | 쓰쿠바 20 쓰쿠바 방면       |
| 13 가시와노하 캠퍼스 아키하바라 방면      | ■ 구간 쾌속         | 미라이다이라 16 쓰쿠바 방면 |
| 14 가시와타나카 아키하바라 방면           | ■ 보통              | 미라이다이라 16 쓰쿠바 방면 |